# 關島號高速運輸船

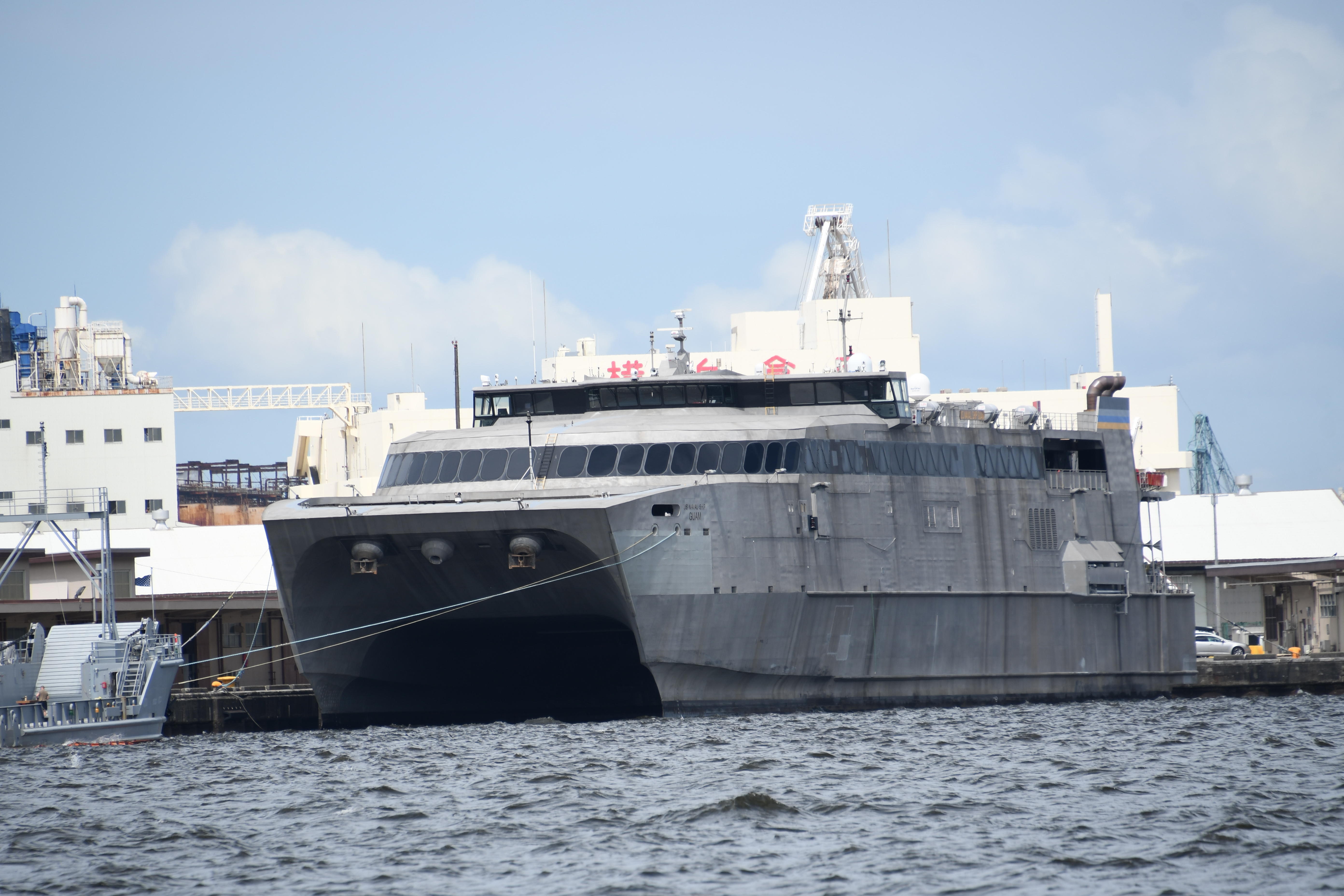
停泊於日本橫濱港的關島號

關島號高速運輸船（英語：USNS Guam，代號為T-HST-1），是美国海军的一艘高速运输船，前身是夏威夷超級航運公司的「旅程號」（英語：Huakai）。该船于2008年9月完工，原定于2009年5月开始在夏威夷服役，但由于交付时间推迟，该计划被取消。在夏威夷语中，「huakaʻi」意为「旅程」。關島號的船體設計與美國海軍現役的先鋒級遠征快速運輸船的設計有高達70％的共通性，兩者皆由奥斯塔尔美国公司（英語：Austal USA）建造。

## 特色
关岛号是一艘铝制双体滾裝船，即使在恶劣的港口条件下也能具備快速机动的特點，這也使得该船作為快速运输部队和装备的理想选择。该船具有25,000平方英尺的任务舱区域，能夠根據任務快速的重新配置，满足任何货物需求，能夠勝任救灾以及运输部队和装备等任務。

## 艦艇前身
关岛号原身為旅程號，其名称由來是夏威夷语的「huakaʻi」，意思是「旅程」。该船最初是為了夏威夷超級航運公司所建造，是一艘船身長達373英尺（114米）的高速滚装船，可容纳866名乘客和最多282辆的超小型汽车。它比它的姐妹船「海途號」（英語：Alakai）长了19英尺（5.8米），这是因为它在船尾安装了一个双折式坡道。该船的特点是环保技术，包括无毒底漆、零废水排放和柴油发动机。
旅程號由奥斯塔尔美国公司于2007年在阿拉巴马州的莫比尔开始建造，該公司是世界上最大的快速渡轮制造商奧斯塔爾的美國子公司。該船原本打算在2009年投入使用，但由于夏威夷超級航運公司突然宣布停止營運，也造成该船被迫停工。姊妹船海途號也回到了奧斯塔爾公司位於阿拉巴马州的船厂。2009年7月2日，夏威夷超級航運公司决定放弃旅程號和海途號的所有權。

## 服務歷史
- 2010年1月，美国海事局（英语：United States Maritime Administration）宣布旅程號和海途號将被用于协助2010年海地地震的救援工作[7][8]。
- 2010年9月13日，旅程號和海途號被美国弗吉尼亚东区地方法院以每艘2500万美元的价格拍卖，最終它们被美国运输部的海事局购买[9]。
- 2012年1月27日，美国运输部海事局根据《2012年国防授权法案》将两艘高速船旅程號和海途號转让给美国海军[10]。 计划用这些船将部队和裝備从冲绳和其他地方运送到训练地区，帮助海军满足特定的行动要求[11]。
- 2012年5月，美國海军宣布旅程號和海途號均已改名。海途號更名为波多黎各号（英语：USNS Puerto Rico (HST-2)），旅程號則改名為关岛号[12]。关岛号在2013年3月被改装用以取代冲绳的西太平洋快递号西太平洋快递号（英语：HSC Dublin Swift）。而姊妹船波多黎各号则一直未開工，直到2016年2月5日，美国海军部长将「波多黎各」这个名字从该舰上删除。随后，「波多黎各」这个名字在2016年12月14日被重新分配到波多黎各号（英语：USNS Puerto Rico (T-EPF-11)）上 。

## 服役儀式
美国海军於2019年4月27日在日本冲绳举行关岛号的洗禮仪式，由美国驻韩大使哈利·B·哈里斯（英語：Harry Binkley Harris, Jr.）作為主發言人。他的妻子布鲁尼·布拉德利（英語：Bruni Bradley）同時也是一名服役25年的海军老兵，負責将一瓶氣泡酒砸在船头，为该舰進行洗礼儀式。